# Decetia subobscurata
Decetia subobscurata är en fjärilsart som beskrevs av Walker 1862. Decetia subobscurata ingår i släktet Decetia och familjen Uraniidae. Inga underarter finns listade i Catalogue of Life.